# 小行星9531
小行星9531（英語：9531 Jean-Luc）是一颗围绕太阳公转的小行星。1981年8月30日，愛德華·鮑威爾在可可尼诺县发现了此天体。
这颗小行星的绝对星等为354.3554452579987等。